# Jhabua

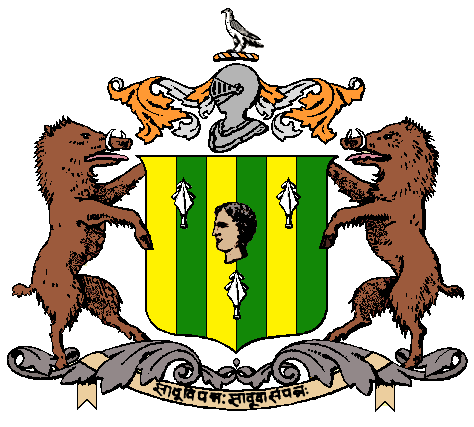
Escut

Jhabua fou un estat tributari protegit del tipus thakurat garantit a l'agència de Bhopawar, després agència de Malwa (1927) amb una superfície, incloent la zona de Ratanmal de 3460 km². A la meitat del segle XVII fou residència del Nayak o Naik Jhabu, un cap de partida bhil de la casta labhana, que va construir una fortalesa en aquest lloc i li va donar el seu nom. No obstant la nissaga que la va governar generalment era rathor rajput descendents d'una branca jove (del cinquè fill Bir Singh) del maharaja Jodha, el fundador de Jodhpur. La capital era Jhabua (ciutat).

## Geografia
Limitava al nord amb els principats de Kushalgarh, Rattam, i Sailana; a l'est amb Dhar i el districte d'Amjhira o Amjhera (de Gwalior); al sud amb Ali Rajpur i Jobat; i a l'oest amb les subdivisions de Doab i de Jhalod dels Panch Mahals.

## Població, exèrcit, policia
La població de l'estat era de 55.000 vers 1875, en majoria bhils; al cens del 1881 (sense Ratanmal) eren 92.938 habitants en 785 pobles; el 1891 eren 119.787 i el 1901 eren 80.889 habitants. La població al cens de 1931 fou de 145.522 habitants. Els hindús eren el 43%, els musulmans el 2%, els jains el 2%, i els aborígens el 52%. L'estat pagava 147 lliures pel cost del cos militar Malwa Bhil Corps. Les ciutats principals eren Jhabua, Ranapur i Kandla.
L'exèrcit vers 1880 era de 50 soldats a cavall i 200 a peu però el 1901 es va suprimir i es va crear la policia amb 95 homes i 425 policies rurals.

## Administració
La terra estava dividida en dos seccions: Mahidhawa o terres del riu Mahi, i Ghata o terres de muntanya (no cultivables). Administrativament estava dividit en quatre parganes: Jhabua, Rambhapur, Ranapur i Thandia, governades per tahsildars; a més hi havia 18 famílies nobles, els umraos, que governaven feus (9 dels quals de certa importància) que ocupaven el 71% de l'estat i pagaven un tribut de cinc mil rúpies al darbar de Jhabua i 7.510 rúpies a Holkar (Indore). Alguns d'aquestos estats van emetre segells de correus: Kalyanpura, Sarangi, Khawasa, Bori i Antarbella o Antarbelia.Jhabua va emetre segells entre 1928 i 1950.

## Història
Kishan Das o Kesho Das, fill de Bhiman Singh, raja de Badnawarva, fer un notable servei a l'emperador de Delhi Akbar el Gran ajudant-lo a recuperar el control de Bengala (regió). Kesho Das fou agregat al seguici del príncep Salim, i quan aquest va pujar al tron com Jahangir va enviar a Kesho a lluitar contra els caps de bandits que infestaven el sud-oest de Malwa (1606); kesho va castigar els caps bhils de Jhabua que havien matat a la família del governador de Gujarat; les possessions dels caps bhils li foren concedides en feu, emb alts títols i insignies reials (1607) però va morir poc després enverinat pel seu fill i hereu.
Així va restar, com a vassall mongol, i amb diverses disputes internes, fins a la invasió dels marathes el 1722; el 1723 l'estat fou posat sota control de Malhar I Rao Holkar durant la minoria d'Anup Singh. A l'inici del segle XIX Jaswant I Rao Holkar es va apoderar de diversos districtes a la zona i va malmetre tant l'estat que el 1817 els ingressos eren purament nominals; no obstant Holkar va deixar en mans dels caps locals la recaptació completa sense reclamar el chauth o quart com era costum entre els marathes. A l'estat de Jhabua hi havia vint famílies d'alt rang que pagaven 1500 lliures de tribut a l'any a Holkar i 2500 al seu propi sobirà.
El 1818 durant l'establiment de Malwa per Sir John Malcom, els britànics van fer de mediadors i en lloc del tribut de 3500 lliures que Holkar reclamava de Jhabua, fou compensat amb algunes terres. L'estat de Jhabua, abans bastant gran, va quedar reduït dins d'estrets límits en gran part zona muntanyosa amb diverses valls regades per rius afluents del Narbada (el Mahi i el Anas) El raja amb només 17 anys, va servir fidelment als britànics el 1857 i va obtenir salutació d'onze canonades i un khilat de 12500 rúpies, però el 1865 va permetre mutilar a un presoner sospitós d'un robatori i li fou imposada una multa de 10.000 rúpies i va perdre la salutació per un any. Fins al 1870 la jurisdicció sobre els districtes de Thandia i Petlawad era conjunta entre Jhabua i Indore, però llavors es va fer un acord per posar fi a les disputes i Thandi fou assignada a Jhabua (pagant 4350 rúpies a l'any a Indore) i Petlawad va quedar per Indore.

## Bandera
Doble bandera triangular safrà, amb dos peus blancs al banderi superior, prop del pal.

## llista de rages
- Kesho Das 1584-1607
- Karan Sinh 1607-1610 (fill)
- Mah Singh 1610-1677 (fill)
- Kushal Singh 1677-1723 (fill)
- Anup Singh 1723-1727 (fill)
- Sheo Singh 1727-1758 (fill)
- Bahadur Singh 1758-1770 (adoptat, fill d'un germà d'Anup Singh)
- Bhim Singh 1770-1829 (fill)
- Pratap Singh 1829-1832 (fill)
- Ratan Singh 1832-1840 (adoptat, fill d'un germà de Pratap Singh)
- Gopal Singh 1841-1895 (fill, nascut pòstum)
- Udai Singh 1895-1942 (adoptat, descendent de Moti Singh de Khewasa, germà de Pratap Singh)
- Dhalip Singh 1942-1948 (adoptat, de la branca de Khewasa) (+1965)